# トランスフォーマー情報管理局テレトラン15GO!GO!
『トランスフォーマー情報管理局テレトラン15GO!GO!』（トランスフォーマーじょうほうかんりきょくテレトランいちごごーごー）は2005年より展開したトランスフォーマーシリーズ。『電撃ホビーマガジン』誌において毎月一ページの漫画形式で連載された。

## ストーリー
サイバトロン基地のテレトラン1に保管された全トランスフォーマーのデータが何者かに破壊された。この復旧を命じられた人型モバイルコンピューター「テレトラン15（いちご）」は上司であるクロヒョウマンのトランスワープクルーザーに乗り、あらゆる時代のトランスフォーマーと出会いデータを蓄積していく。

## 展開
当初は独自に展開していたが、後に同時期に展開していたトランスフォーマー キスぷれと深くクロスオーバーする展開を見せた。
2007年夏にコミケやワンダーフェスティバル等の各種ホビーイベントにおいて、メディアワークスより「キスぷれ・15GO!GO!」特別冊子が限定販売された。本書には上記の電撃各誌のコミック版の再録や、本編中では語られなかった裏設定や初期イラスト、時系列にそったエピソード解説などが収録されている。

## 登場キャラクター
テレトラン15（いちご）
博多弁でしゃべる落ちこぼれの人型モバイル・コンピューター。地球の衛星軌道上に浮かぶ衛星ナナに設置された、情報管理局で働いている。ネガティブ思考で、自分の存在に疑問を抱いている。現在・過去・未来を旅し、各時代のトランスフォーマーと接触しそのデータを収集する任につく。
テレトラン10（いちまる）
いちごの上司。関西弁でしゃべる人型モバイル・コンピューター。落ちこぼれのいちごに手を焼いている。普段は怒りっぽいが気さくな性格だが、過去に犯した罪を背負っている。
クロヒョウマン
情報管理局の局長。その姿は何故かデストロンの諜報破壊兵ジャガーが、未来においてビースト戦士となった時の姿に酷似している。だが未来の姿を知るはずも無いコンボイやいちご達は全く疑いを抱いていない。

## 登場ゲストキャラクター
パーセプター
科学者。アニメ未登場の戦車モードも登場。
チャー
戦士。歴戦の老戦士。
ウィリー
生存者。
ブロードキャスト
通信員。
ホットロディマス
騎士。サイバトロンの元司令官。マイクロトランスフォーマーの姿で登場。
スターコンボイ
総司令官。